# Philydraceae
Philydraceae é o nome botânico de uma família de plantas com flor. Esta família não tem sido reconhecida por muitos taxonomistas.
O sistema APG II, de 2003, reconhece esta família e coloca-a na ordem Commelinales, no clade das comelinídeas, na monocotiledóneas. Esta família é composta por poucas espécies de plantas tropicais, perenes, originárias do Sudeste Asiático e Austrália.